# Bivacco Dante Testa
Il bivacco Dante Testa è un bivacco delle Preapi Orobie situato in val Seriana alla quota di 1.474 m s.l.m. Si trova a cavallo tra le valli Vertova e Riso, sul versante sud del monte Alben.

## Storia

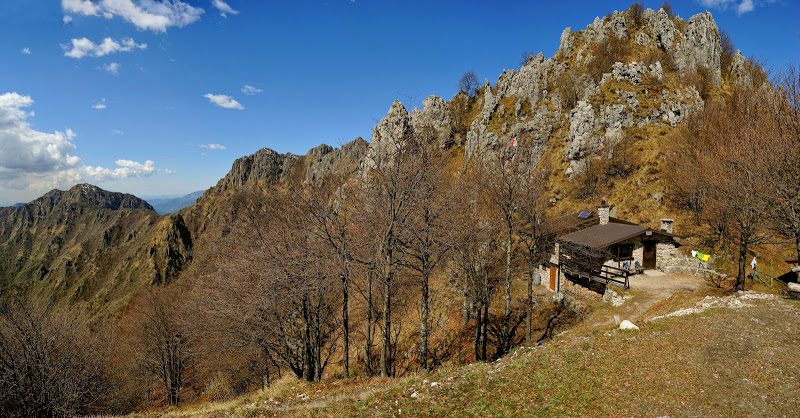
Il bivacco odierno

Nel 1979 il Gruppo Alpinistico Vertovese decise la costruzione di un bivacco che servisse da punto d'appoggio lungo il sentiero che dal paese di Vertova porta alla vetta del monte Alben, in quegli anni appena ripristinato. Si optò quindi per la conversione di un vecchio ricovero di pastori posto al passo Pradaccio, a circa metà percorso, dal quale fu ricavata una piccola struttura monolocale per soddisfare le prime necessità degli escursionisti. Successivamente il bivacco venne ampliato, prima nel 1985, con il raddoppiamento dello spazio utile e la creazione di 6 posti letto, poi nel 1995 con la costruzione di un secondo locale interrato per le attrezzature, ed infine nel 2006 con la realizzazione di una camera adibita a dormitorio, aumentando così i posti letto e liberando più spazio per la zona cucina.

## Caratteristiche
Il bivacco Testa è posto presso il passo Predaccio, sella boscosa situata lungo il crinale che dalla vetta del monte Alben scende verso sud dividendo val Vertova e val del Riso. Consta di un'accogliente struttura di pietra a due locali, con cucinino, tavoli e cameretta dormitorio. Il bivacco è sempre aperto, sebbene la zona notte sia disponibile solamente previa richiesta della chiave al Gruppo Alpinistico Vertovese. È presente un sistema di raccolta dell'acqua piovana per le necessità di pulizia, mentre l'acqua potabile è disponibile ad una sorgente a pochi minuti di cammino.

## Accessi
Il bivacco Testa viene raggiunto solitamente dal paese di Vertova in circa 3 ore, ma vi si può arrivare anche dalla val del Riso (da Chignolo d'Oneta, in circa 2,30 ore) e dalla val Serina (da Costa Serina, in circa 3 ore).

## Ascensioni
- monte Alben (2.019 m)
- monte Secretondo (1.550 m)